# Cyphomyrmex occultus
Cyphomyrmex occultus é uma espécie de inseto do gênero Cyphomyrmex, pertencente à família Formicidae.